# حمد هوساوي
حمد هوساوي لاعب كرة قدم سعودي، يلعب حارس مرمى حالياً في نادي نجران.

## مسيرة اللاعب
لعب سابقاً مع نادي الاتفاق في الفئات السنية و لعب بعدها مع نادي الفيحاء ونادي النجوم.